# Тюбетеево
Тюбетеево (баш. Тәүәтәй) — деревня в Альшеевском р-не, относится к Чебенлинскому сельсовету. Расположена на р. Дёма, в 26 км к Югу от райцентра и железнодорожной станции (Раевка). Население.: в 1906 — 368 чел.; 1920 — 373; 1939 — 346; 1959 — 481; 1989 — 402; 2002 — 350; 2010 — 287 человек. Живут Башкиры (2002). Есть фельдшерско-акушерский пункт, мечеть.
Основана башкирами Бурзянской вол. Ногайской дороги по дог. о припуске на вотчинных землях башкир Иликей-Минской вол. той же дороги, известна с 1734. Названа по имени первопоселенца Теветея Минкина. В 1795 в 16 дворах проживало 100 чел., в 1865 в 43 дворах — 224 человека. Занимались скот-вом, земледелием, пчеловодством. Была мечеть.
Находится на левом берегу реки Дёмы.

## Население
| 2002 | 2009 | 2010 |
| ---- | ---- | ---- |
| 350  | ↗390 | ↘287 |

Согласно переписи 2002 года, преобладающая национальность — башкиры (100 %).

## Географическое положение
Расстояние до:
- районного центра (Раевский): 26 км,
- центра сельсовета (Чебенли): 2 км,
- ближайшей железнодорожной станции (Раевка): 26 км.